# Lotte Hellinga
Lotte Hellinga (née Querido, née en 1932) est une historienne du livre et une experte de l'imprimerie ancienne. Elle est une autorité sur le travail de William Caxton.

## Biographie

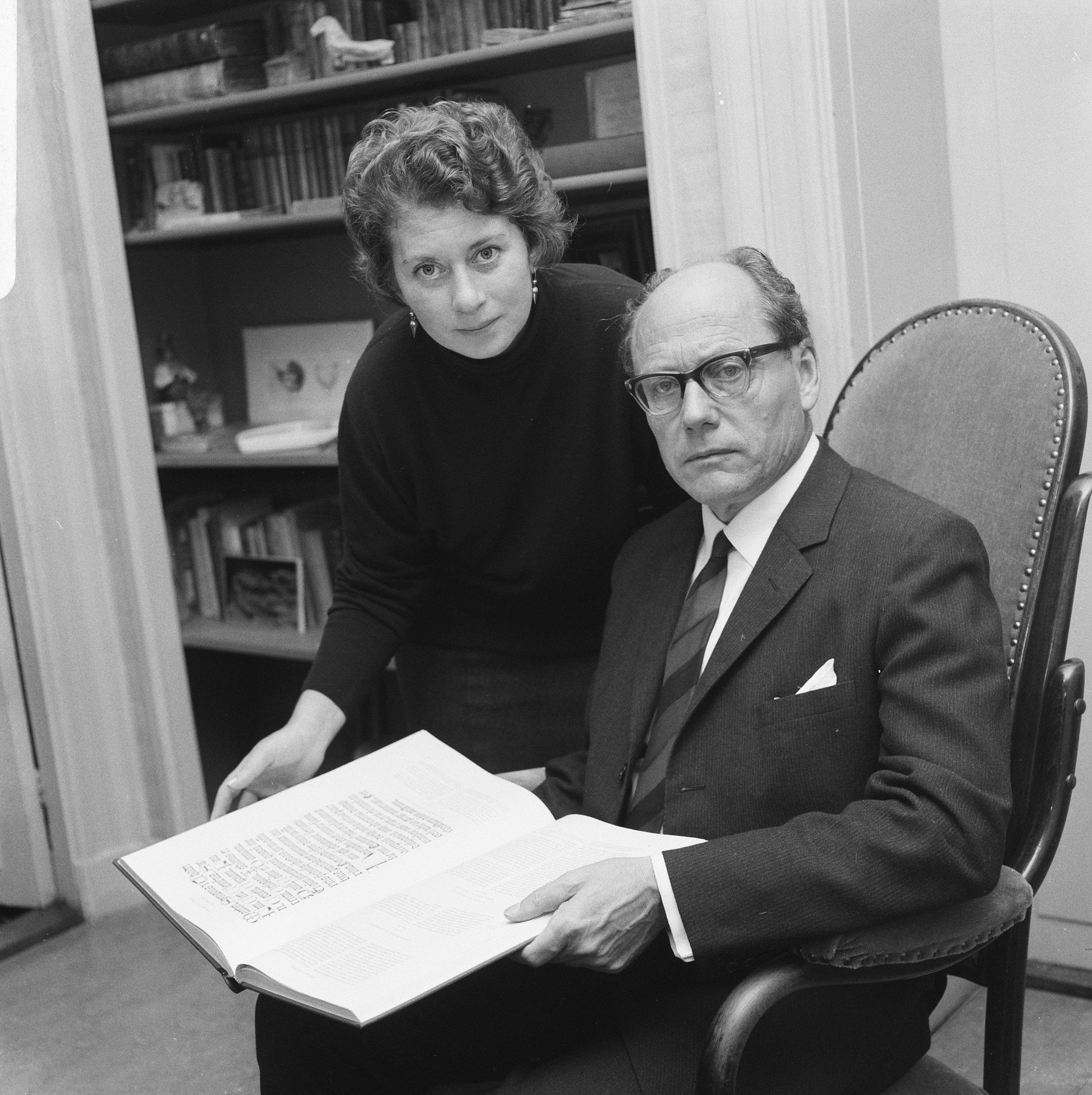
Wytze et Lotte Hellinga avec leurs types d'impression, 1966

Lotte Hellinga est née en 1932. Elle étudie à l'Université d'Amsterdam sous la direction de Wytze Hellinga qui devient son mari en 1973.
Hellinga est maître de conférences à l'Université d'Amsterdam de 1967 à 1976 et secrétaire générale du Consortium des bibliothèques de recherche européennes de 1992 à 2002. Auparavant, elle est adjointe au conservateur de la British Library.
En 1989, elle reçoit le prix Gutenberg de la Société internationale Gutenberg et de la ville de Mayence.
Hellinga est élue membre correspondant de l'Académie royale néerlandaise des arts et des sciences en 1986. En 1990, elle est élue membre de la British Academy et, de 1991 à 1994, est membre de son conseil.
Elle est experte dans le travail de l'imprimeur du XVe siècle William Caxton.

## Publications
- (en) The Fifteenth-Century Printing Types of the Low Countries (en collaboration avec W. Hllinga), 1966.
- (en) Caxton in Focus: The Beginning of Printing in England, British Library, 1982.
- (en) Analytical Bibliography and the Study of Early Printed Books, Gutenberg-Jahrbuch, 1989.
- (en) The Cambridge History of the Book in Britain (avec J. B. Trapp, codirecteur), vol. III : 1400-1557, Cambridge, Cambridge University Press, 1999.
- (en) Catalogue of Books Printed in the XVth Century Now in the British Library, vol. 11 : England, 2007.
- (en) Printing in England in the Fifteenth Century: Duff's Bibliography with supplementary descriptions &c, Londres, The Bibliographical Society, 2009.
- (en) William Caxton and Early Printing in England, Londres, British Library, 2010 (ISBN 978-0-7123-5088-4).
- (en) Texts in Transit: From Manuscript to Proof and Print in the Fifteenth Century, Leiden, Brill, 2014 (ISBN 978-9-0042-7716-8).
- (en) Incunabula in Transit: People and Trade, Leiden, Brill, 2018.